# Bureau d'ingénieur de l'ancienne station de pompage
Le bureau d'ingénieur de l'ancienne station de pompage (前水務署抽水站工程師辦公室), parfois appelé la « maison en brique rouge », est un lieu historique de Hong Kong situé au 344 Shanghai Street (en) de Yau Ma Tei à Kowloon. Il est classé bâtiment historique de rang I depuis 2000 par le conseil consultatif des antiquités en raison de sa valeur historique et architecturale, et est aujourd'hui propriété du gouvernement de Hong Kong.

## Histoire
Le bureau d'ingénieur est le seul bâtiment restant de l'ancienne station de pompage construite en 1895 et qui était la plus ancienne de Hong Kong, encore plus ancienne que la station de pompage de Tai Tam Tuk (en), datant de 1917.
En 1890, Osbert Chadwick, ingénieur-conseil de la compagnie Crown Agents (en), propose le plan de construction d'un réseau de distribution d'eau à Kowloon. Il suggère de collecter l'eau souterraine en construisant des barrières de boue en sous-sol. Bien que sa proposition ne soit pas immédiatement adoptée, elle contribue à la construction de cette station de pompage par la suite.
À l'origine, la station de pompage est un complexe qui comprend trois bâtiments d'un étages et une haute cheminée pour la chaudière. Le premier bâtiment se compose d'une salle des machines et d'une chaufferie. Le deuxième bâtiment abrite un atelier au rez-de-chaussée et des logements pour les installateurs au premier étage. Entre le premier bâtiment et le deuxième bâtiment se trouve une cheminée. Pour le troisième bâtiment, un bureau, un magasin, une salle des garçons et des coolies, une cuisine et des latrines sont les composants du rez-de-chaussée, tandis qu'il y a les quartiers des surveillants au premier étage.

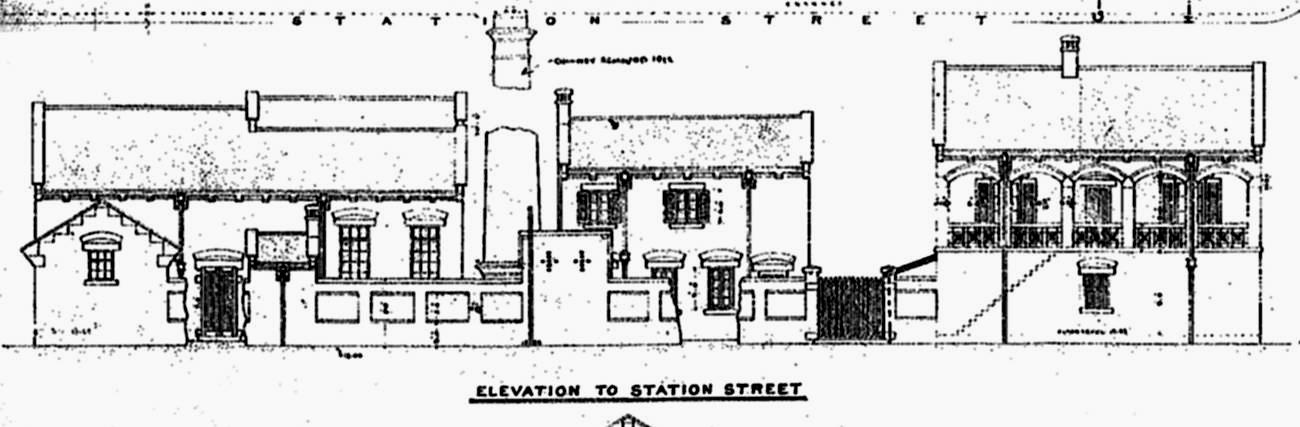
Élévation de la station de pompage de Yau Ma Tei sur Station Street (actuelle Shanghai Street) à partir de l'ensemble des dessins architecturaux originaux récupérés auprès du département de l'approvisionnement en eau. (En partant de la gauche : 1. Premier bâtiment : Maison des machines et chaufferie ; 2. La cheminée ; 3. Deuxième bâtiment : Quartiers des monteurs et atelier ; 4. Troisième bâtiment : Quartiers des contremaîtres, bureau et magasin).

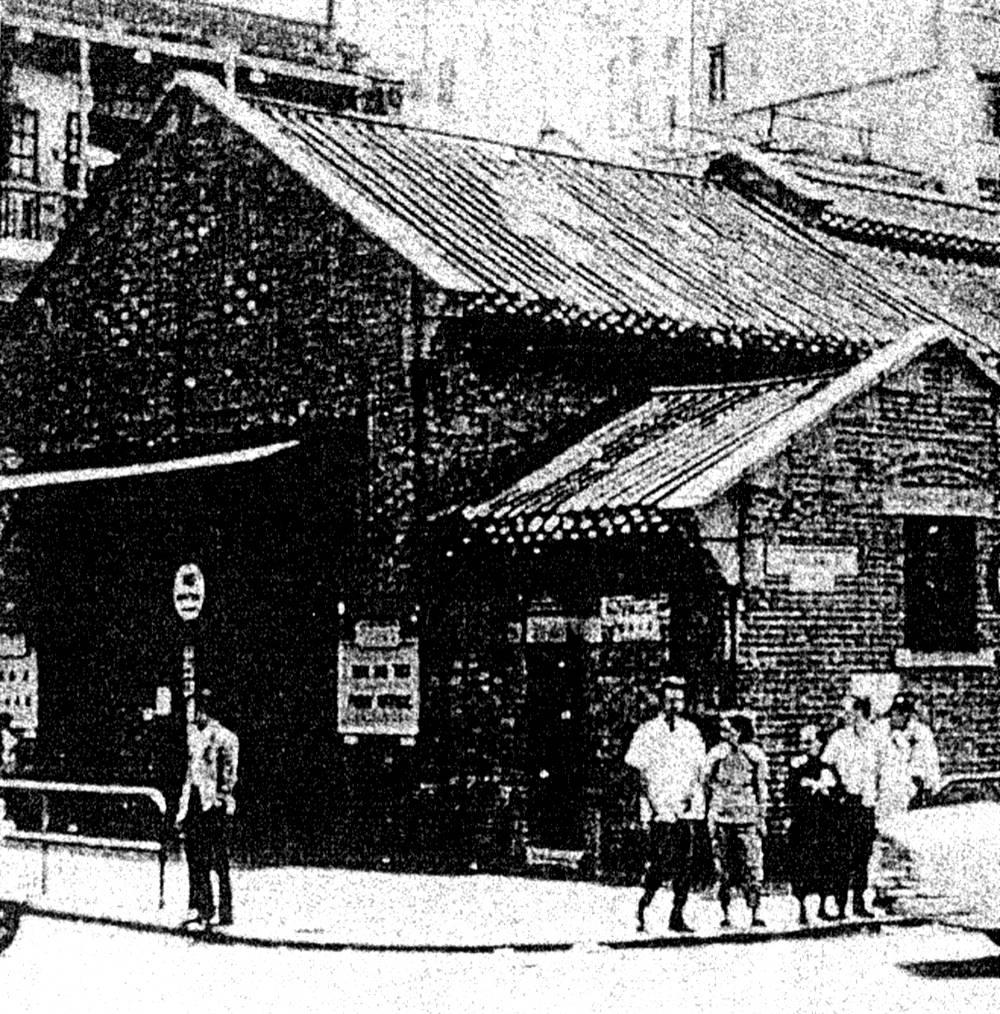
La salle des machines et la chaufferie de la station de pompage telle qu'elle existait au début des années 1960 et qui, à l'époque de cette photo, servait de bureau de poste.

La station de pompage est équipée de pompes à vapeur, importées d'Angleterre, et capables d'extraire environ 400 000 gallons d'eau de trois puits à proximité pour les premiers habitants de la péninsule de Kowloon. Avec l'approvisionnement en eau douce, des activités commerciales peuvent naître et une vie quotidienne normale est assurée. En conséquence, la population de Kowloon augmente de 33 %, passant d'environ 23 000 en 1891 à 34 782 en 1897.
Cette station de pompage devient sans importance au XXe siècle en raison de la construction du réservoir de Kowloon (en) en 1906 et d'autres réservoirs (en) par la suite. En 1911, la station de pompage cesse de fonctionner  et la cheminée est démolie un an plus tard. Les bâtiments restants font ensuite l'objet d'une réutilisation adaptative (en) différente. Le premier bâtiment, qui comprend la salle des machines et la chaufferie, est transformé en bureau de poste dans les années 1910-1920. Le second bâtiment, qui constitue l'atelier et le logement des monteurs, devient un magasin de produits dangereux. Le troisième bâtiment, qui constitue les quartiers des surveillants et le bureau, devient un bureau de contrôle des vendeurs de rue.
Dans les jours d'avant-guerre et d'après-guerre, Yunnan Lane, qui est situé à côté du bureau de poste, devient un endroit où les rédacteurs de lettres professionnels installent leurs stands. Il y a jusqu'à 37 stands. Ce métier traditionnel disparaît progressivement avec l'alphabétisation.
Le bureau de poste cesse ses activités en 1967 avec l'ouverture du bureau central de la poste de Kowloon (en) à proximité. Ce bâtiment devenu vacant est ensuite utilisé comme « refuge pour personnes dormant dans la rue » et exploité par l'Armée du salut, jusqu'à la fin des années 1990, lorsque le refuge pour sans-abris déménage de l'autre côté de la rue vers le bâtiment du 345A Shanghai Street.
À l'heure actuelle, il ne reste qu'un seul des trois bâtiments. À l'exception du bureau d'ingénieur, les autres parties de la station de pompage ont été démolies.

## Architecture

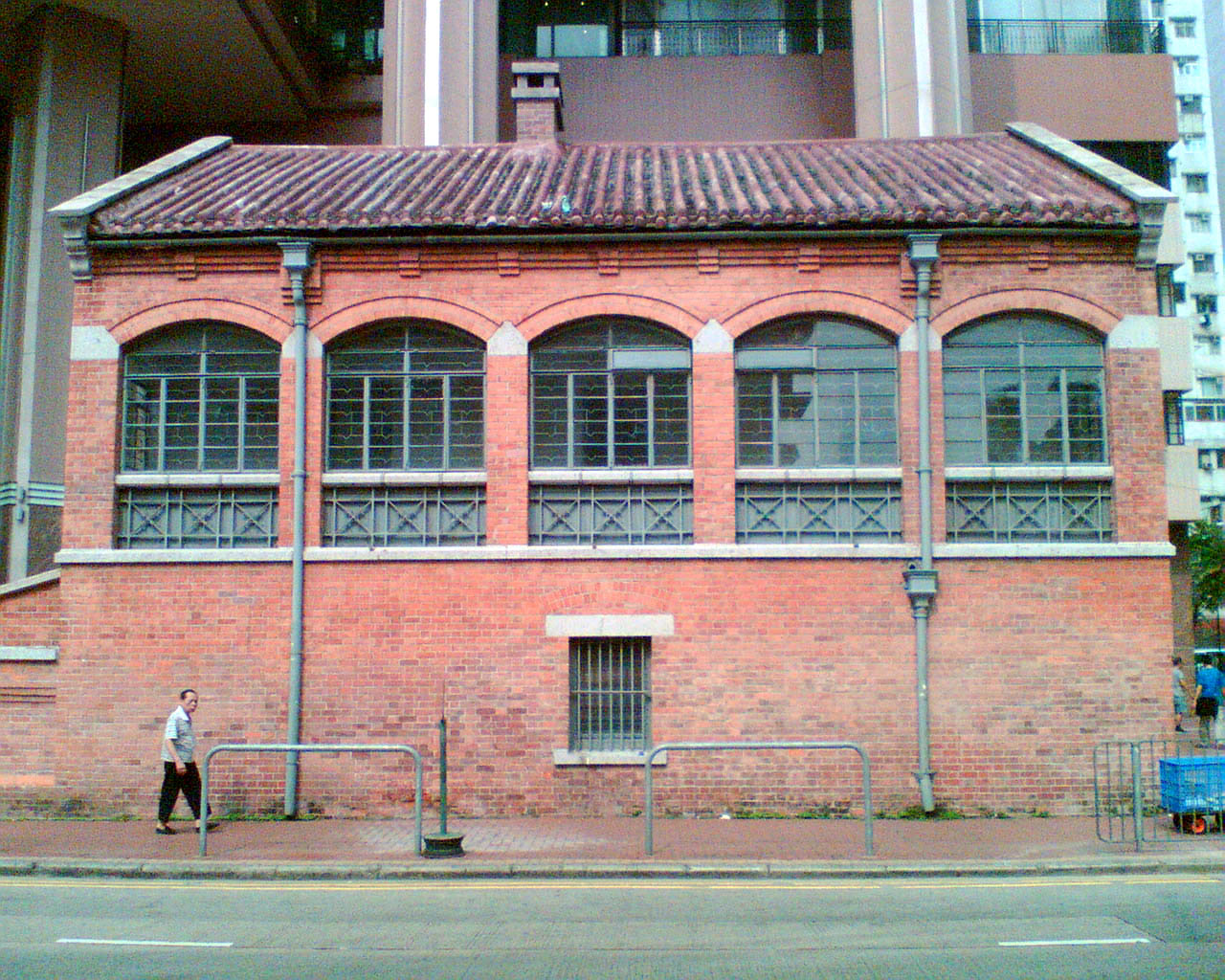
Vue de face de la « maison en brique rouge » aujourd'hui.

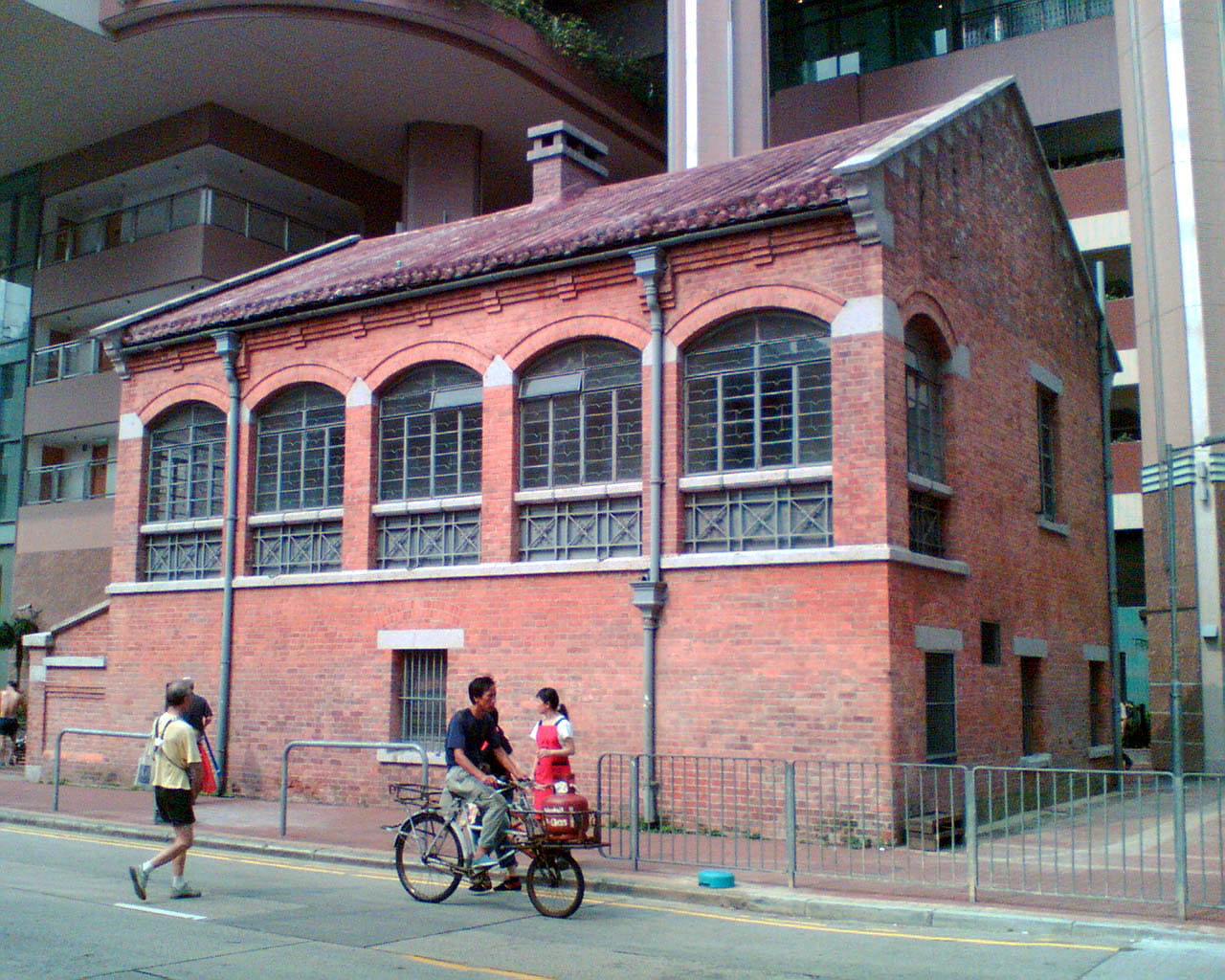
Vue latérale de la « maison en brique rouge » d'aujourd'hui.

Le bâtiment d'un étage est construit dans un style néo-classique colonial avec une influence Arts and Crafts. La caractéristique la plus importante du bâtiment est la façade en briques rouges, qui lui vaut le surnom de « maison en brique rouge ».
Étant une ancienne station de pompage, l'architecture du bâtiment est de conception utilitaire, et est également un exemple typique du bâtiment industriel britannique. Le bâtiment ne comporte pas beaucoup de décoration, il n'y a que quelques éléments décoratifs en briques et balustrades en fer.
Il n'y a pas beaucoup de modifications structurelles du bâtiment. Le toit en pente est fini avec des tuiles émaillées chinoises (en), à double couche, avec une seule cheminée et des ouvertures de conduit de fumée se projettent au-dessus du faîtage. Les fenêtres du bâtiment sont constituées de battants en bois incorporés dans des ouvertures de fenêtres avec des rebords et des  linteaux en granite. Au-dessus des linteaux se trouvent des arcs de décharge en briques brutes. Des balustrades ornementales en ferronnerie avec des margelles en granit sont conservées dans une véranda voûtée, qui est maintenant fermée par des fenêtres. Les portes du bâtiment, entretoisées et lattées, sont également en bois. Les conduites d'eau de pluie en fonte, les têtes de trémie et les gouttières le long du mur du bâtiment ont également une importance d'exécution pour le bâtiment.
À l'intérieur du bâtiment, il y a une véranda voûtée et des arcades intérieures au rez-de-chaussée. Les murs sont enduits et peints et le sol est chapé. Pour le premier étage, les portes et fenêtres en bois d'origine, les corniches, les plinthes et le lambris sont toujours présents.

## Bâtiments historiques voisins
Yau Ma Tei est la plus ancienne zone urbaine développée de Kowloon. D'autres structures historiques de faible hauteur se trouvent à proximité, telles que le théâtre de Yau Ma Tei (en) et le marché aux fruits de Yau Ma Tei (en). Architecturalement, ils se complètent. Le bloc à côté du bureau d'ingénieur présente des tong laus d'après-guerre le long de Shanghai Street, qui abrite le musée international des loisirs et du jouet de Hong Kong au n°330.

## Préservation

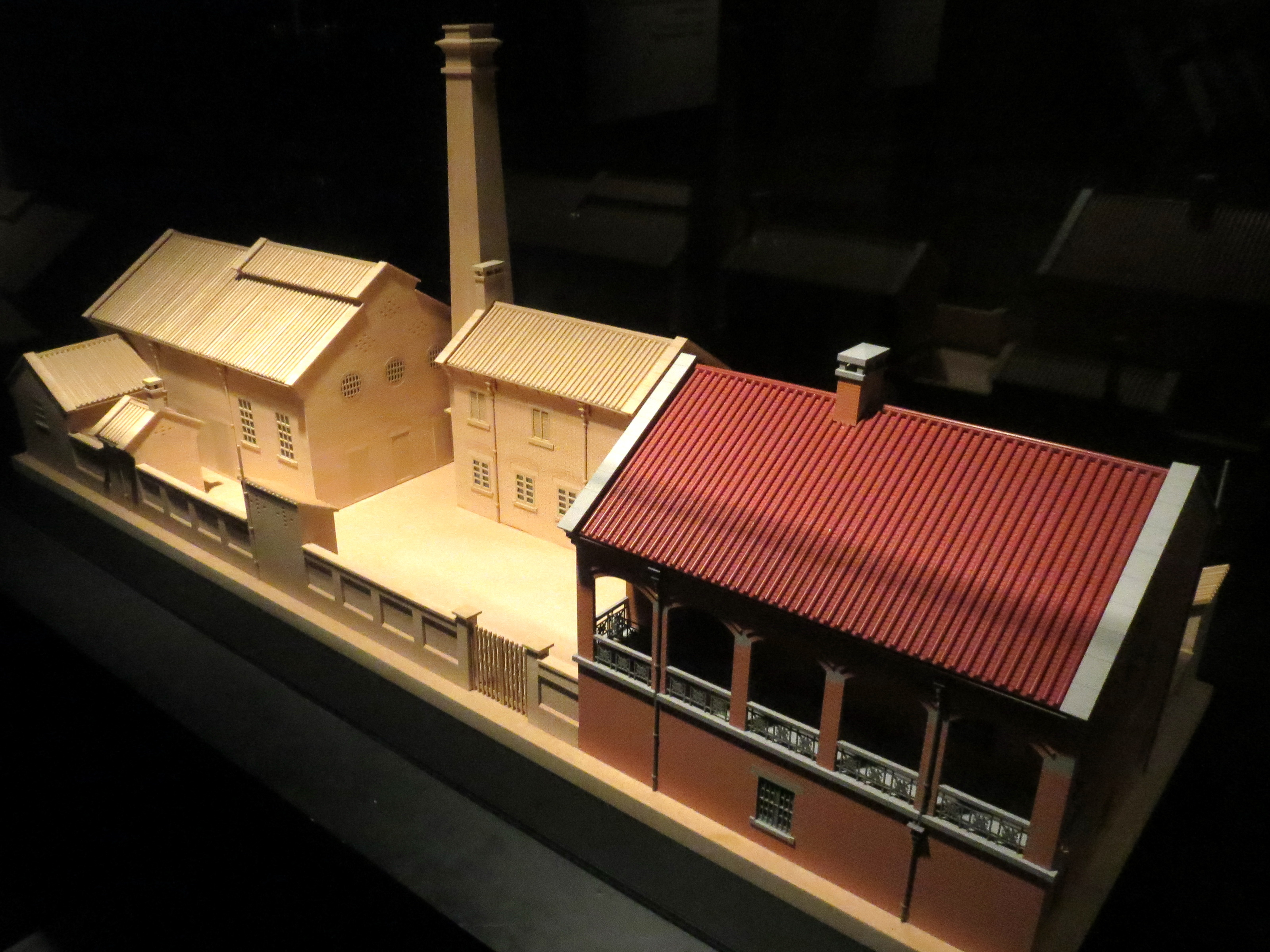
Maquette de l'ancienne station de pompage.

Au début de l'année 2000, le dernier bâtiment subsistant de l'ancienne station de pompage doit être démoli en préparation du projet résidentiel de 36 étages à tours jumelles appelé 8 Waterloo Road, développé conjointement par la Land Development Corporation (le prédécesseur de l'autorité de renouvellement urbain) et Sun Hung Kai Properties.
À cette époque, l'identité d'origine du bâtiment est oubliée et on l'appelle simplement la « maison en brique rouge ».
Au cours du processus de l'étude, deux spécialistes du patrimoine de l'université de Hong Kong, le dr Lee Ho-yin et le dr Lynne DiStefano, soulèvent des questions sur la fonction originale de la « maison en brique rouge ».
L'identité et l'usage d'origine du bâtiment sont redécouverts lorsque les dessins architecturaux originaux sont retrouvés par un vieil ingénieur britannique du département de l'approvisionnement en eau (en). Compte tenu de l'importance historique et de la rareté du bâtiment, il reçoit le statut de bâtiment historique de rang I en 2000 et est recommandé pour être préservé. En conséquence, le bâtiment ne peut plus être démoli. Par conséquent, Land Development Corporation et Sun Hung Kai Properties doivent ajuster leurs plans de développement pour accueillir le bâtiment de 36 étages sur le site, sans qu'il n'y ait de conséquences sur le bureau d'ingénieur de l'ancienne station de pompage.

## Reconversion
Le bâtiment est aujourd'hui vacant dans l'attente d'une réutilisation adaptée. Il est proposé que le bâtiment de brique rouge se revitalise en collaboration avec le théâtre de Yau Ma Tei en tant que centre d'activités d'opéra chinois, offrant un lieu de représentation et de pratique pour des représentations d'opéra cantonais à petite échelle. Il servirait également de lieu de formation pour les artistes en herbe. Ce projet de revitalisation est entériné par la sous-commission des travaux publics de la commission des finances du Conseil législatif lors de sa réunion du 21 janvier 2009,.